# Intercomunalità della Francia
In Francia, il termine intercomunalità (in francese intercommunalité si riferisce a tutti gli organismi che riuniscono diversi comuni per esercitare alcune delle loro competenze: enti pubblici di cooperazione intercomunale, sindaci misti, poli metropolitani, poli di equilibrio territoriale e rurale, oltre che gli accordi, le convenzioni e le conferenze intercomunali.
I primi sindacati di gestione sono apparsi già nel 1890 e sono stati strutturati nel 1935, poi nel 1955 e nel 1959. A partire dagli anni Cinquanta sono state create formule più integrate per gestire e sviluppare un'area urbana in rapida espansione, con la nascita dei distretti urbani e delle quattro comunità urbane. Ma è solo nel 1992 che un nuovo concetto di intercomunalità lascia spazio alla libertà di negoziazione contrattuale e alla libera associazione dei comuni, con la nascita di comunità di comuni e comunità di città. Nel 1995 è stata creata una forma specifica di cooperazione, il Pays, incentrata sullo sviluppo sostenibile. Nel 1999 si sono diffuse le comunità di agglomerati e le comunità urbane. Le leggi del 2004 e del 2010 hanno completato e razionalizzato l'intercomunalità. Nel 2015, la legge NOTRe si proponeva di rafforzare i poteri delle regioni e degli enti pubblici per la cooperazione intercomunale.
Al 1° gennaio 2024, in Francia c'erano 9 883 forme di intercomunalità, composti da 1 254 EPCI con fiscalità propria e 8 629 sindacati o altri raggruppamenti.
Tra gli EPCI con fiscalità propria vi sono 21 metropoli, 14 comunità urbane, 229 comunità di conurbazione e 990 comunità di comuni.

## Forme d'intercomunalità
Gli enti territoriali possono associarsi per esercitare le loro competenze creando organismi pubblici di cooperazione, secondo le modalità previste dalla legislazione vigente. Esistono due forme di cooperazione intercomunale:
- Forma associativa: consente ai comuni di gestire insieme impianti o servizi pubblici come la depurazione delle acque, l’approvvigionamento idrico, i trasporti pubblici, la raccolta e il trattamento dei rifiuti domestici, ecc. I comuni si associano in sindacati intercomunali, a vocazione unica o multipla, oppure misti. Questi sindacati possono essere gestiti “à la carte”, cioè i comuni scelgono quali competenze trasferire al sindacato.
- Forma federativa: unisce i comuni attorno a un progetto di sviluppo locale volto alla pianificazione del territorio. I comuni si federano all’interno di enti pubblici di cooperazione intercomunale (EPCI) con propria fiscalità (eccetto per il sindacato di comuni), finanziati tramite imposte locali (fondiaria, abitazione, professionale) che questi enti raccolgono e per le quali decidono i tassi di imposizione.

A livello giuridico, il Codice generale delle collettività territoriali definisce sette tipi di raggruppamenti:
- EPCI
- Sindacati misti
- Poli metropolitani
- Poli di equilibrio territoriali e rurali (creati dalla legge MAPAM del 27 gennaio 2014)
- Agenzie dipartimentali
- Istituzioni o organismi interdipartimentali
- Intese interregionali

Solo i primi quattro fanno parte della vera e propria intercomunalità, a cui si aggiungono intese, convenzioni e conferenze intercomunali.

### Le istituzioni pubbliche di cooperazione intercomunale
Le istituzioni pubbliche di cooperazione intercomunale (EPCI) costituiscono la forma istituzionale dell'intercomunalità. Si distinguono:
- i sindacati intercomunali (la più sottile forma di intercomunalità senza una propria fiscalità) che possono essere:
  - a vocazione unica (SIVU)
  - a vocazione multipla (SIVOM)
- i sindacati misti;
- le istituzioni pubbliche di cooperazione intercomunale (EPCI) a fiscalità propria:
  - la comunità urbana, creata dalla legge nel 1966;
  - la comunità di agglomerazione, creata dalla legge Chevènement del 12 luglio 1999 relativa al rafforzamento e alla semplificazione della cooperazione intercomunale;
  - la comunità di comuni, creata dalla legge sull'Amministrazione territoriale della Repubblica (ATR) del 6 febbraio 1992;
  - il sindacato di nuova agglomerazione (SAN) che succede alle nuove città degli anni '60 e in via di progressiva scomparsa.

### Le forme contrattuali che legano i paesi alle collettività e allo Stato
Le forme contrattuali che legano i paesi costituiti da un progetto di sviluppo comune con le intercomunalità, i dipartimenti, le regioni o anche lo Stato sono:
- i primi Parchi naturali regionali alla fine degli anni sessanta;
- i piani di sviluppo rurale (anni settanta);
- i contratti di paese (1975-1978);
- le carte intercomunali (1983);
- i programmi europei di sviluppo rurale (LEADER).

### I paesi
- le carte di paese (1995) non riconosciute dallo Stato ma dalle regioni;
- i contratti di paese (1995, completato nel 2000) riconosciuti dallo Stato.

## Sviluppo storico dell'intercomunalità
Dalla legge del 12 luglio 1999 detta "legge Chevènement", i distretti (creati nel 1959 per le città e il 1970 in campo rurale) e le comunità cittadine(create nel 1992 dalla legge ATR ma che hanno dato luogo a soltanto 5 istituzioni) sono state trasformate in comunità di comuni, comunità di agglomerazione o comunità urbane. L'atto II della decentralizzazione (legge dell'agosto 2004) aggiunge la possibilità di fondere i gruppi comunali per razionalizzare la carte intercomunale.
La prima Comunità Francese di Comuni viene creata nel 1992 nella Val d'Oust, nel Morbihan. Michel Guéguan, primo presidente della struttura, è anche il portatore dell'intercomunalità in Francia e in Europa (in particolare dell'est).
L'Assemblea Francese delle comunità è la federazione nazionale delle comunità. Dalla sua creazione nel 1989 da parte di Marx CENSI, sindaco di Rodez e Presidente della Comunità di Agglomerazione del Grand Rodez, l'AdCF si è dedicata a promuovere il movimento intercomunale e a difendere gli interessi delle intercomunalità. Negli ultimi anni, essa ha apportato un contributo ai grandi dibattiti riguardanti l'organizzazione territoriale francese.
Nel 1º gennaio 2007, esistono 2.588 istituzioni pubbliche di cooperazione intercomunale (EPCI) a fiscalità propria, raggruppanti il 91,5% dei comuni (33.400), ovvero quasi 400 in più rispetto al 2006, e il 90,8% della popolazione, ovvero 54,5 milioni di abitanti:
- 14 comunità urbane (6,2 milioni di abitanti): Alençon, Arras, Bordeaux, Brest, Cherbourg, Dunkerque, il Creusot-Montceau, Le Mans, Lilla, Lyon, Marsiglia, Nancy, Nantes, Strasburgo;
- 169 comunità di agglomerazione (20,7 M);
- 2 400 comunità de comuni;
- 5 sindacati di nuova agglomerazione (0,3 M).

Da qualche anno, in Francia, per mezzo dell'intercomunalità il raggruppamento di comuni è all'origine di un tassamento della popolazione delle società di economia mista attive nel paese.

## La recente rimessa in discussione del fenomeno intercomunale
Nel luglio 2005, il rapporto del deputato Hervé Mariton steso a nome della commissione di inchiesta sull'evoluzione della fiscalità locale dell'Assemblea nazionale, dimostra che « la cooperazione intercomunale sarebbe un significativo fattore di aumento dei tassi di imposte locali in Francia ». Oltre ad un innegabile impatto sui tassi di pressione fiscale accumulati, il rapporto denuncia la spirale inflazionista dei trasferimenti di personale, il mantenimento di posti in doppio tra comune e intercomunalità, così come le spese « voluttuarie » di alcune strutture intercomunali.
In linea con tale rapporto, un'altra iniziativa parlamentare è venuta a confermare tale accertamento. Nel loro Libro nero dell'intercomunalità, pubblicato nel settembre 2005, i deputati Patrick Beaudouin e Philippe Pemezec affermano che l'intercomunalità ed essenzialmente il quadro apportato dalla legge Chevènement è una grave fonte di insicurezza giuridica. Infatti, la frontiera tra la competenza comunale e la competenza intercomunale non è mai chiaramente definita. Più precisamente, gli autori constatano:
- un problema di definizione dei perimetri intercomunali;
- una sovrapposizione a sindacati intercomunali preesistenti che assumono già pienamente le competenze che intendono assumere le nuove EPCI a fiscalità propria;
- approssimazioni e ritardi ripetuti nella definizione dell'interesse comunitario;
- la debole libertà e di entrata ed uscita da un comune in seno ad un'intercomunalità;
- il principio della libera amministrazione delle collettività territoriali si traduce nei fatti tramite un sistema caotico di partenariati dove ciascuno cerca di arrogarsi l'insieme delle competenze;
- un degrado continuo delle competenze comunali.

Per gli autori, « la legge Chevènement ha favorito la moltiplicazione delle strutture intercomunali ma le sue incoerenze hanno generato numerosi eccessi ».
Il Ministro delle collettività locali in esercizio nel 2005 conclude pertanto che « tutti questi rapporti, che provengano da istituzioni o da eletti della nazione, condividono la stessa diagnosi, quella di una crisi di crescita dell'intercomunalità ».
Il particolare rapporto pubblico della Corte dei conti sull'intercomunalità in Francia del 23 novembre 2005, sottolinea inoltre alcune carenze del sistema intercomunale ed esige in particolare una migliore definizione dei perimetri intercomunali ed una semplificazione della carta intercomunale. Durante la presentazione di tale rapporto, Philippe Seguin, primo Presidente della Corte dei conti constata così che se l'intercomunalità è « un innegabile successo quantitativo, la situazione non è pienamente soddisfacente sul piano qualitativo ».

## Il legislatore e l'intercomunalità
- Legge n° 2004-809 del 13 agosto 2004 relativa alle libertà e alle responsabilità locali;
- Rapporto d'inchiesta sull'evoluzione della fiscalità locale.
- Proposta di legge di Patrick Beaudouin, Philippe Pemezec e alcuni loro colleghi mirante a migliorare la cooperazione intercomunale, n° 2741, depositata l'8 dicembre 2005.
- Proposta di legge di Marie-Jo Zimmermann relativa ai comuni di oltre 3.500 abitanti e tendente ad instaurare un'obbligazione di parità per l'elezione dei vicesindaci, ad organizzare la designazione dei delegati nelle intercomunalità a fiscalità propria secondo una rappresentazione proporzionale con l'obbligazione di parità, ad assicurare la rappresentazione delle liste minoritarie fin dal primo giro delle elezioni municipali e a chiarire le scelte al secondo giro.
- Proposta di legge di Augustin Bonrepaux a favore delle pari opportunità dei territori e dell'armonizzazione delle dotazioni all'intercomunalità rurale.
- Proposta di legge di Étienne Pinte tendente a facilitare lo sviluppo dell'intercomunalità e la creazione di comunità di comuni.
- Proposta di legge di Rudy Salles tendente ad assicurare la rappresentazione dell'opposizione comunale nelle assemblee deliberanti delle istituzioni pubbliche di cooperazione intercomunale a fiscalità propria e a limitare il cumulo dei mandati.
- Proposta di legge di Pierre Morel-A-L'Huissier mirante a rendere incompatibili le funzioni del presidente di un'istituzione pubblica di cooperazione intercomunale con le funzioni di presidente di Consiglio Generale o di presidente di Consiglio Regionale.